# STS-80
STS-80 (englisch Space Transportation System) ist eine Missionsbezeichnung für das US-amerikanische Space Shuttle Columbia (OV-102) der NASA. Der Start erfolgte am 19. November 1996. Es war die 80. Space-Shuttle-Mission und der 21. Flug der Raumfähre Columbia.

## Mannschaft
- Kenneth Cockrell (3. Raumflug), Kommandant
- Kent Rominger (2. Raumflug), Pilot
- Tamara Jernigan (4. Raumflug), Missionsspezialistin
- Thomas Jones (3. Raumflug), Missionsspezialist
- Story Musgrave (6. Raumflug), Missionsspezialist

Musgrave, der zum Zeitpunkt des Fluges 61 Jahre alt war, war nach John Young (1983) der zweite Raumfahrer, der sechs Weltraumflüge absolvierte.

## Missionsbeschreibung
Der letzte Shuttle-Flug des Jahres 1996 war vor allem flugtechnisch interessant. Während der Mission wurden die Satelliten ORFEUS-SPAS-2 und WSF-3 ausgesetzt und später wieder eingefangen. Dabei durften sich die beiden Satelliten einander nicht zu weit nähern, da sonst die Experimente gestört werden konnten. Geplant waren außerdem zwei Ausstiege von Jernigan und Jones für jeweils etwa 6 Stunden am 10. und 12. Flugtag. Dabei sollten neue Werkzeuge und ein Kran getestet werden, der beim Aufbau der Internationalen Raumstation zum Einsatz kommen sollte. Beide Ausstiege mussten allerdings gestrichen werden, da sich die äußere Luke nicht öffnen ließ.

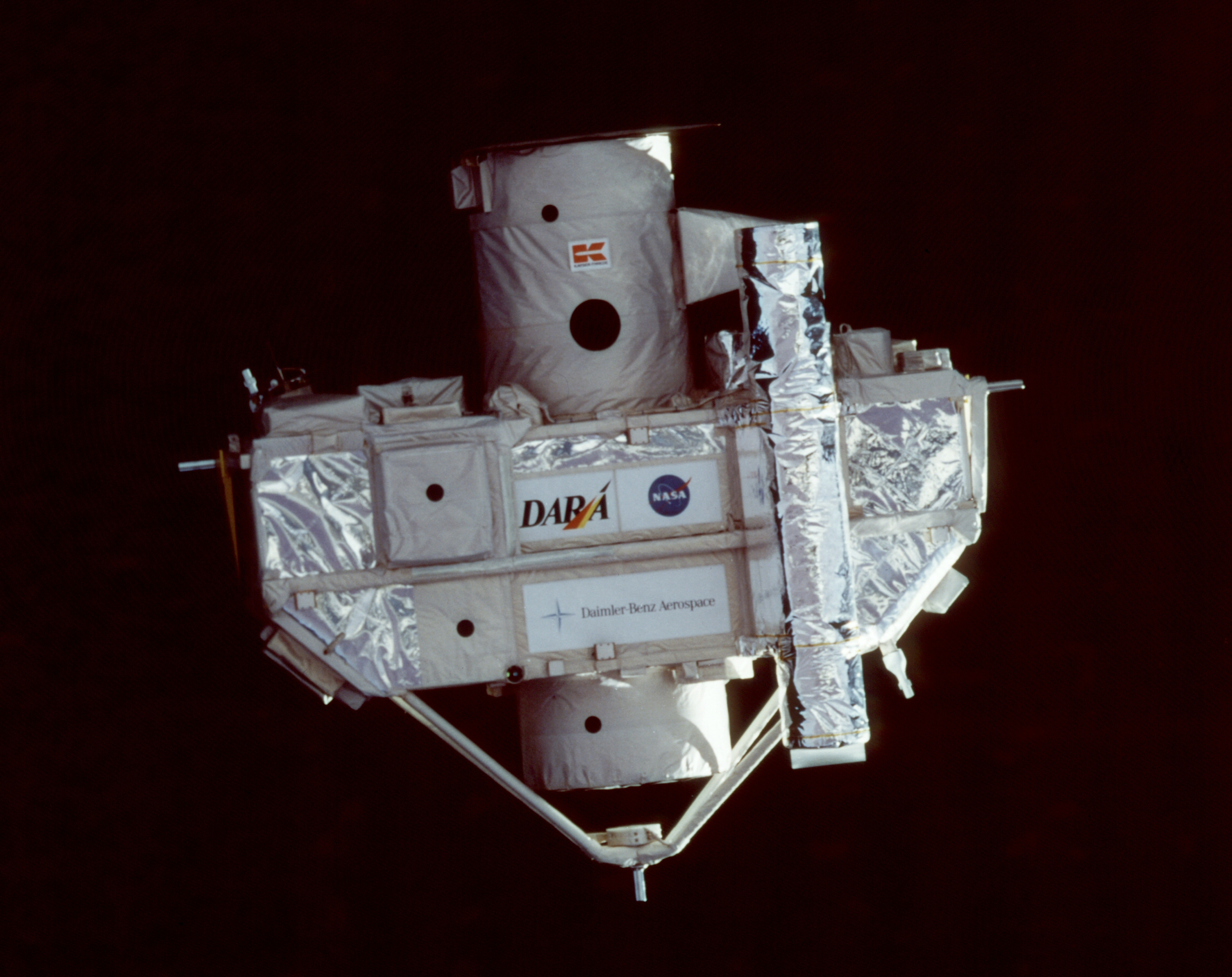
ORFEUS-SPAS-2 kurz vor dem Einfangen durch die Columbia

ORFEUS (Orbiting and Retrievable Far and Extreme Ultraviolet Spectrograph) ist ein Komplex astronomischer Instrumente, die auf einem Palettensatelliten (SPAS) montiert sind. Hauptnutzlast sind das 1-Meter-Spiegelteleskop (Brennweite 2,4 Meter) und zwei UV-Spektrographen, der Far Ultraviolet Spectrograph für Wellenlängen im Bereich 90–125 nm sowie der Extreme Ultraviolet Spectrograph, der Licht mit Wellenlängen von 40 bis 115 nm untersucht. Damit wurden die Oberflächen besonders großer und heißer Sterne, die Koronen sonnenähnlicher Sterne, die Kühlmechanismen weißer Zwergsterne, die Natur von Akkretionsscheiben um kollabierte Sterne und Doppelsternsysteme, Supernova-Überreste, aktive Galaxien, interstellare Materie und potentielle Sternentstehungsgebiete untersucht. Zwischen den beiden Spektrographen wird dabei mit einem Planspiegel umgeschaltet. Danach wird das Licht mittels Reflexionsgitter spektral zerlegt und auf Detektoren gelenkt. Während des zweiwöchigen Freifluges wurden mehr als 100 interessante Objekte unter die Lupe genommen. Ebenfalls an Bord des Shuttle Pallet Satellite waren eine Simulationseinrichtung für das noch zu entwickelnde europäische Raumfahrzeug ATV, ein Experiment zur Demonstration eines optischen Rendezvoussensors (beides ATV Rendezvous Pre-Development Project), ein Metallsalz-Elektrolyseexperiment deutscher Schüler (Student Experiment on Astro-SPAS), eine Apparatur zur Ermittlung der Oberflächenveränderung von optischen Gläsern und Detektormaterialien während eines Raumfluges (Surface Effects Sample Monitor) und ein Spektrograph zur Beobachtung extrem heller galaktischer Objekte (Interstellar Medium Absorption Profile Spectrograph IMAPS). Letzterer erlaubt das Studium der Feinstruktur der Spektren interstellarer Gase. Damit lässt sich deren Geschwindigkeit mit einer Genauigkeit von 1,6 Kilometer pro Sekunde bestimmen. ORFEUS wurde am ersten Flugtag ausgesetzt und am 16. wieder an Bord verankert. Dabei wurde das Space Vision System eingesetzt. Es besteht aus einer Reihe von Kameras und Markierungen innerhalb der Ladebucht des Shuttle. Durch die Markierungen lässt sich die Position und Lage großer, unübersichtlicher Nutzlasten einfacher einschätzen.

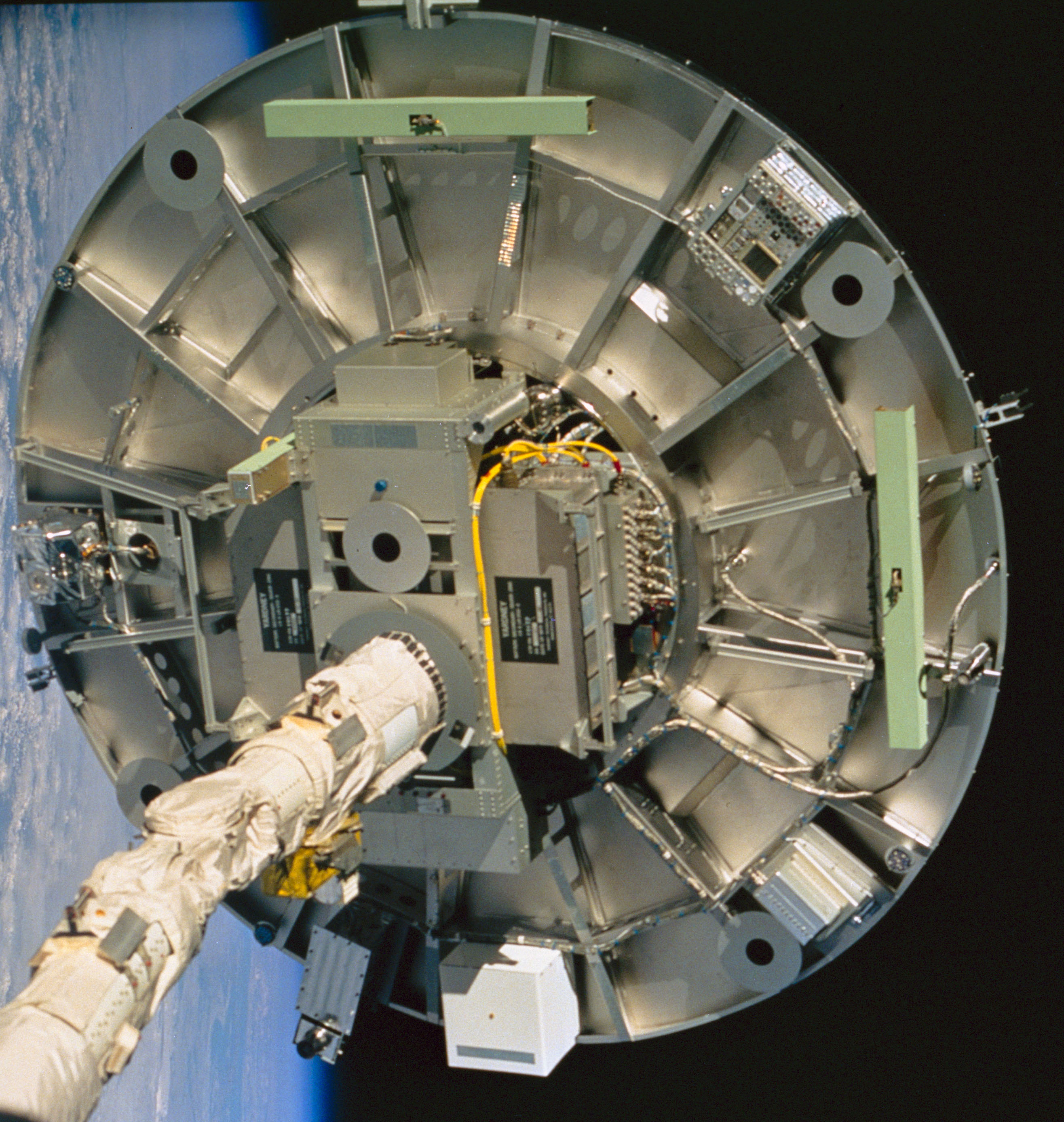
Wake Shield Facility 3 am Manipulatorarm der Raumfähre Columbia

Der 2,3 Tonnen schwere Satellit Wake Shield Facility absolvierte seinen dritten Einsatz. Der vorausfliegende Schild hat einen Durchmesser von etwa 3,6 Metern und erzeugt in seinem Schatten ein besonders gutes Vakuum. Hier wurden epitaktisch sieben dünne Filme aus III-V-Verbindungshalbleitern, beispielsweise Aluminiumgalliumarsenid und Indiumgalliumarsenid, hergestellt. WSF wurde am vierten Flugtag ausgesetzt und am siebten wieder eingefangen. Einen Tag später wurde er noch einmal für einige Stunden aus der Ladebucht gehalten, um die Entstehung eines Aluminiumoxidfilmes zu untersuchen (Atomic Oxygen Processing Experiment). Dieser entsteht durch eine chemische Reaktion zwischen dem Aluminium und dem atomaren Sauerstoff der oberen Erdatmosphäre.
Im Auftrage des National Institute of Health der USA fanden medizinisch-biologische Untersuchungen statt (R4 und C6). So wurden Kalziumstoffwechsel und Gefäßfunktion an Laborratten studiert. Bei vorherigen Missionen wurde festgestellt, dass eine mit der Nahrung erfolgte verstärkte Kalziumaufnahme nicht nur den Knochensubstanzabbau beeinflusst, sondern auch Blutdruck und Cholesterinspiegel senkt. Die Regulierung des Blutdrucks war Untersuchungsgegenstand bei dieser Mission. Je sieben genetisch veränderte Ratten wurden mit unterschiedlichen Kalziumdosen behandelt. Durch die Genmanipulation litten alle Tiere unter Bluthochdruck. Das zweite Experiment in diesem Kontext betraf die Knochenbildung in der Schwerelosigkeit. Der Wachstumsfaktor TGF-b spielt dabei eine große Rolle. Er wird in Knochenzellen gebildet und ist für die Kommunikation zwischen den Zellen bedeutsam. In der Schwerelosigkeit aber ist das TGF-b-Gen nicht so aktiv wie auf der Erde. Nach dem Flug normalisiert sich die Bildung von TGF-b aber sehr schnell. Beide Effekte wurden während und nach der Mission STS-80 an genetisch veränderten, menschlichen Knochenzellen studiert. Diese Zellen entwickeln sich bei Temperaturen um 16 °C, reifen aber bei höheren Temperaturen zu Knochenmasse. Untersucht wurde dabei auch die Rolle von Hormonen.
Kommerzielle medizinisch-biologische Experimente der University of Alabama in Huntsville (UAH) und der Firma Instrumentation Technology Associates (ITA) betrafen unter anderem die Entwicklung einer Diabetesbehandlung, das Erfassen von Zellreaktionen in der Schwerelosigkeit, die Entwicklung von Genkombinationen, die für Insekten giftig, für andere Organismen aber nicht schädlich sind, die Herstellung von Urokinase-Proteinkristallen gegen Brustkrebs und den Test eines chemisch robusten Dichtungsmaterials. Der Gerätekomplex umfasste 3 automatische Labore im Mitteldeck der Columbia, in denen mehr als 900 Experimente durchgeführt wurden.
In der Ladebucht der Raumfähre waren weitere Apparaturen untergebracht. Damit wurden der Einfluss der Mikrogravitation auf genetisch veränderte Tomaten- und Tabakkeimlinge untersucht. Als molekulare Marker waren mehrere Gene aus Sojabohnen eingepflanzt. Gegenstand der Forschungen waren Transport und Verteilung von Hormonen in den Pflanzen sowie die Geschwindigkeit des Pflanzenwachstums. Insgesamt 200 Keimlinge waren in 22 Petrischalen untergebracht und auf 5 Kanister verteilt (Biological Research in Canisters). Zur Analyse auf der Erde wurden einige Pflanzen eingefärbt oder eingefroren.
Zumeist biologisch waren auch die Proben, die im Rahmen eines Bildungsprogrammes an Bord der Columbia waren (Space Experiment Module). Schüler verschiedener Altersgruppen hatten die Experimente entworfen und gebaut. So wurden Algen, Knochen, Filmmaterial, Hefe, Krabben, Pflanzensamen, Kalk, Popcorn und Moskitoeier mitgeführt. Anspruchsvollere Untersuchungen beschäftigten sich beispielsweise mit der Konvektion in Flüssigkeiten, der Wärmeleitung in Kupfer, dem Verhalten nicht mischbarer Flüssigkeiten in der Schwerelosigkeit, Messungen von Gravitation und Beschleunigungen sowie dem Studium von Kristallen. Zum Forschungskomplex gehörte auch ein Partikeldetektor.
Bisherige Wärmeaustauschsysteme funktionieren über eine Kühlflüssigkeit, die die überschüssige Wärme aus der Kabine zu Radiatoren transportiert. Der Kühlkreislauf wird dabei von kleinen Pumpen in Gang gehalten. Effektiver könnte jedoch in Zukunft ein System sein, bei dem der Flüssigkeitsstrom motorlos, durch Kapillarkräfte angetrieben wird. Ein entsprechendes System (Capillary Pumped Loop) wurde während der Mission getestet. Dabei wurde das Verhalten der Flüssigkeit und des entstehenden Dampfes zur genaueren Untersuchung aufgezeichnet.
Der 21. Raumflug der Columbia wurde zum längsten in der Shuttle-Geschichte. Zunächst wurde die Freiflugdauer des Satelliten ORFEUS für weitere astronomische Beobachtungen um einen Tag verlängert. Trotzdem wurde eine planmäßige Landung angestrebt. Diese musste dann aber wegen schlechten Wetters an beiden möglichen Landeorten um zwei Tage verschoben werden und erfolgte am 7. Dezember in Florida auf Bahn 33 im Kennedy Space Center.